# Вердегр (Небраска)
Вердегр (англ. Verdigre) — селище (англ. village) в США, в окрузі Нокс штату Небраска. Населення — 554 особи (2020).

## Географія
Вердегр розташований за координатами 42°35′50″ пн. ш. 98°2′8″ зх. д. / 42.59722° пн. ш. 98.03556° зх. д. (42.597246, -98.035599).  За даними Бюро перепису населення США в 2010 році селище мало площу 1,46 км², з яких 1,42 км² — суходіл та 0,04 км² — водойми.

## Демографія
Згідно з переписом 2010 року, у селищі мешкало 575 осіб у 246 домогосподарствах у складі 126 родин. Густота населення становила 394 особи/км².  Було 287 помешкань (197/км²).
Расовий склад населення:
| - 96,3 % — білих - 1,9 % — корінних американців |

До двох чи більше рас належало 1,7 %. Частка іспаномовних становила 0,2 % від усіх жителів.
За віковим діапазоном населення розподілялося таким чином: 15,3 % — особи молодші 18 років, 44,0 % — особи у віці 18—64 років, 40,7 % — особи у віці 65 років та старші. Медіана віку мешканця становила 56,7 року. На 100 осіб жіночої статі у селищі припадало 85,5 чоловіків;  на 100 жінок у віці від 18 років та старших — 79,0 чоловіків також старших 18 років.
Середній дохід на одне домашнє господарство  становив 43 165 доларів США (медіана — 34 464), а середній дохід на одну сім'ю — 61 328 доларів (медіана — 52 500). За межею бідності перебувало 8,5 % осіб, у тому числі 2,0 % дітей у віці до 18 років та 18,5 % осіб у віці 65 років та старших.
Цивільне працевлаштоване населення становило 226 осіб. Основні галузі зайнятості: освіта, охорона здоров'я та соціальна допомога — 32,3 %, роздрібна торгівля — 18,1 %, виробництво — 9,3 %, сільське господарство, лісництво, риболовля — 7,1 %.